# Acontias gariepensis
Espèce
Synonymes
- Typhlosaurus gariepensis Fitzsimons, 1941

Acontias gariepensis est une espèce de sauriens de la famille des Scincidae.

## Répartition
Cette espèce se rencontre :
- en Afrique du Sud dans la province de Cap-du-Nord ;
- en Namibie ;
- dans le Sud-Ouest du Botswana.

## Description
C'est un saurien vivipare.

## Publication originale
- Fitzsimons, 1941 : Descriptions of some new lizards from South Africa and a frog from southern Rhodesia. Annals of the Transvaal Museum, vol. 20, no 3, p. 273-281.